# Zearaja maugeana
Zearaja maugeana е вид акула от семейство Морски лисици (Rajidae). Видът е застрашен от изчезване.

## Разпространение и местообитание
Разпространен е в Австралия.
Обитава крайбрежията на сладководни и полусолени басейни и морета в райони с умерен климат.

## Описание
На дължина достигат до 84 cm.